# John McCandish King
John McCandish King (* 1927 in Chicago, Illinois; gestorben am 13. Januar 2016) war ein US-amerikanischer Erdöl-Unternehmer.

## Leben
John McCandish King litt seit seiner Kindheit an Asthma bronchiale, verbrachte viel Zeit im Bett, gewann einen Strickwettbewerb und studierte an der University of Washington. 1945 wurde er von Harold Stassen bei der Konferenz von San Francisco beschäftigt. Anschließend studierte er Betriebswirtschaft und Politikwissenschaft an der University of California, Berkeley. Am Wheaton College in Illinois und an der Northwestern University gründete er eine Young Republican College Federation, mit der er einen Teil der erfolglosen Versuche von Harold Stasson, US-Präsidentschaftskandidat der Republikanischen Partei zu werden, unterstützte.
1950 investierte er 1500 US-Dollar, etwa 40 Prozent seines damaligen Vermögens und ließ auf der Farm eines Freundes in Oklahoma erfolgreich nach Erdöl bohren. King verstand sich als autodidaktischer Erdölprospektor. 1963 zog King von Chicago nach Denver. King war Eigentümer von 73 Prozent der Aktien der King Resources, LLC, einer Aktiengesellschaft, zu deren Kapital ein Rechenmodell der erölrelevanten Erdkruste gehörte. Zeitweise beschäftigte King direkt oder indirekt etwa 5000 Personen und war Eigentümer von etwa 15 Prozent der weltweit verfügbaren Erdölbohranlagen.
King hielt verschränkte Geschäftsbeziehungen zu Investors Overseas Services und Robert Vesco. In seinen Netzwerk-Marketing beschäftigte er Walter Schirra und Frank Borman.
Ende 1969 verkaufte die Regierung von Golda Meir Erschließungsrechte für Erdöl im Roten Meer an die Midbar Oil Company, eine Tochter der King Resources, LLC mit Geschäftssitz in London. Von der Kenting of Canada Ltd. wurde eine Ölbohrausrüstung zum Preis von einer halben Million Pfund Sterling von Kanada über die Kanarischen Inseln in den Hafen von Abidjan verschifft. Dort wartete The Centing 1, eine Kenting Offshore Ölbohrplattform auf ruhige See, um das Kap der Guten Hoffnung zu umrunden. Fünf Kampfschwimmer der ägyptischen Armee, darunter Ahmed El Masry, Gamal und Batanaony brachten Haftladungen an den vier Pontons der Plattform an und beschädigten diese, dabei wurde Batanaony erschossen.
Die Einkommensentwicklung von John M. King war abrupt beendet. 1963 wurde sein finanzielles Vermögen vom Forbes Magazine auf 300 Millionen US-Dollar geschätzt, absolut reichte es nicht an das von John D. Rockefeller heran, aber King hatte dieses Vermögen kurzfristiger erhalten und verloren.
John M. King lebte 1986, von mehreren Schlaganfällen gezeichnet, als Geschäftsmann in den USA.
Die Denver Post veröffentlichte einen Nachruf seiner Familie, demnach John King am 13. Januar 2016 verstorben sei.